# ポップコーン (曲)
「ポップコーン」（"Popcorn"）は、ガーション・キングスレイ作曲によるシンセサイザーを使用した楽曲。

## 概要
1969年発表のガーション・キングスレイのアルバム『Music to Moog By』に収録。
1972年、アメリカのインストゥルメンタルバンド、ホット・バターによるバージョンがリリースされ、モーグ・シンセサイザーの音を中心にアレンジされた同盤が世界的にヒットした。

## レコードリリース
シングル（ホット・バター盤）
日本では「ミュージコー・レコード/ビクター音楽産業株式会社（当時）」からリリースされた。シングルのレコード番号はJET-2127。B面（カップリング）は「アット・ザ・ムービーズ（At The Movies）」。
復刻アルバム（ホット・バター盤）
2000年にアメリカでホット・バターのベストアルバム『Popcorn 』が発売され、1曲目に収録された(詳細は#外部リンクを参照)。
その他のカヴァー盤
フレッシュ・クリーム盤、ミスターK盤などがある。

## カバー・使用
『ポップコーン』は800人以上によってカバーされている。有名なものだけを取ってもジャン・ミッシェル・ジャール、エイフェックス・ツイン、ハーブ・アルパートとティファナ・ブラスなどの版がある。2005年にはクレイジー・フロッグのカバーが人気を集め、フランスでチャート第1位を得た。特にクラブミュージックで頻繁に参照され、リミックスされる。
『マペット・ショー』にはシェフがポップコーンを作りながらこの音楽を演奏する話（2010年）がある。
ロシアでは、アニメーション番組『ヌー、パガジー!』の第10話の工事現場の話（1976年）のBGMとして使われて有名になった。

## 日本における使用
- 1970年代、日曜お楽しみ劇場（朝日放送テレビ）にて、お笑い花月劇場の再放送の際に使用されていた。
- 1970年代後期（1978年～1979年頃か？）、ヤナセ が輸入販売していたフォルクスワーゲン・ゴルフのCMでBGMとして使用。
- 1982年、アーケードゲーム『ペンゴ 』（セガ）の国内向け初期バージョンでメインBGMとして使用。
- 1982年から2002年まで南海放送ラジオにて放送された音楽番組『POPSヒコヒコタイム』でテーマ曲として使用。
- 1990年、家庭用携帯ゲーム機のゲームギアにて、前述の『ペンゴ 』の移植版を（セガ）の国内向けバージョンにメインBGMとして使用。
- 1993年、電気グルーヴがカヴァーし、アルバム『VITAMIN』（Ki/oon Music KSC2-66）に収録。
  - このバージョンは、バラエティ番組『どちら様も!!笑ってヨロシク』（日本テレビ系列）・『くりぃむナントカ』（テレビ朝日系列）、テレビドラマ『電車男』（フジテレビ系列）でBGMとして使用。
- 1995年、バラエティ番組『志村けんのオレがナニしたのヨ?』（フジテレビ系列）でテーマ曲として使用。
- バラエティ番組『ダウンタウンDX』（よみうりテレビ系列)のクイズ番組時代に使用。
- 1998年、吹奏楽アレンジ版が『ニュー・サウンズ・イン・ブラス第26集』に収録（吉田次郎編曲）。
- 1999年、Ravers Choiceによるリミックス「"Vol.4 "」が『ダンスマニア・スピード2』（ユニバーサルミュージック TOCP-64011）に収録。
  - このバージョンは、アーケードゲーム『DanceDanceRevolution 3rdMIX』（コナミ）でプレイ楽曲として使用。
- 2018年 - NHK-FMの9月27日放送分萩原健太のポップス・クロニクルのオープニングテーマで使用された。